# Крупин, Андрей Петрович
Андрей Петрович Крупин (25 мая 1915 — 30 июля 1949) — советский лётчик, участник Великой Отечественной войны, штурман эскадрильи 99-го бомбардировочного авиационного полка 223-й бомбардировочной авиационной дивизии 2-го бомбардировочного авиационного корпуса 16-й воздушной армии. Капитан, Герой Советского Союза.

## Биография
Родился 25 мая 1915 года в городе Петрограде (с 1924 года — Ленинград, с 1965 года — город-герой, с 1991 года — Санкт-Петербург) в семье служащего. Член ВКП(б) с 1942 года. Окончил 1 курс автодорожного института. Работал слесарем на заводе «Арсенал».
В Красной Армии с 1937 года. В 1940 году окончил Челябинское военное авиационное училище лётчиков-наблюдателей. Участник Великой Отечественной войны с июня 1941 года.
Штурман эскадрильи 99-го бомбардировочного авиационного полка (223-я бомбардировочная авиационная дивизия, 2-й бомбардировочный авиационный корпус, 16-я Воздушная армия, Донской фронт) капитан Андрей Крупин к февралю 1943 года совершил сто девяносто девять успешных боевых вылетов на разведку и бомбардировку вражеских объектов, нанеся противнику значительный урон.
Указом Президиума Верховного Совета СССР от 1 мая 1943 года за образцовое выполнение боевых заданий командования на фронте борьбы с немецко-фашистским захватчиками и проявленные при этом мужество и героизм капитану Крупину Андрею Петровичу присвоено звание Героя Советского Союза с вручением ордена Ленина и медали «Золотая Звезда» (№ 1027).
После войны лётчик продолжал службу в ВВС СССР. С 1947 года он слушатель Военно-воздушной академии.
30 июля 1949 года майор Крупин А. П. погиб в авиационной катастрофе. Похоронен на Монинском мемориальном военном кладбище в посёлке Монино Московской области.

## Награды
- Медаль «Золотая Звезда» Героя Советского Союза.
- Два ордена Ленина.
- Орден Красного Знамени.
- Орден Отечественной войны 1 степени.
- Орден Красной Звезды.
- Медаль За боевые заслуги.
- Медали.